# Changshan Zhen
Changshan Zhen (kinesiska: 长山镇) är en köping i Kina. Den ligger i provinsen Liaoning, i den nordöstra delen av landet, omkring 220 kilometer söder om provinshuvudstaden Shenyang. Antalet invånare är 43904. Befolkningen består av 20 756 kvinnor och 23 148 män. Barn under 15 år utgör 11,0 %, vuxna 15-64 år 78 %, och äldre över 65 år 10,0 %.
Genomsnittlig årsnederbörd är 1 590 millimeter. Den regnigaste månaden är juli, med i genomsnitt 644 mm nederbörd, och den torraste är januari, med 9 mm nederbörd.